# 海洋灾害
海洋灾害是指源于海洋的自然灾害。海洋灾害主要有灾害性海浪、海冰、赤潮、海啸和风暴潮；与海洋与大气相关的灾害性现象还有“厄尔尼诺现象”和“拉尼娜现象”，台风等。

## 风暴潮
风暴潮是由台风、温带气旋、冷锋的强风作用和气压骤变等强烈的天气系统引起的海面异常升降现象，又称“风暴增水”、“风暴海啸”、“气象海啸”或“风潮”。风暴潮会使受到影响的海区的潮位大大地超过正常潮位。如果风暴潮恰好与影响海区天文潮位高潮相重叠，就会使水位暴涨，海水涌进内陆，造成巨大破坏。如1953年2月发生在荷兰沿岸的强大风暴潮，使水位高出正常潮位3米多。洪水冲毁了防护堤，淹没土地80万英亩，导致2000余人死亡。又如1970年11月12-13日发生在孟加拉湾沿岸地区的一次风暴潮，曾导致30余万人死亡和100多万人无家可归。

## 灾害性海浪
“灾害性海浪”即海啸，是海洋中的有灾害性破坏的波浪，其作用力可达30-40吨每平方米。

## 海冰
海冰指海洋上一切的冰，包括咸水冰、河冰和冰山等。某些巨大的海冰会对往来船只构成威胁，其中一个著名的例子是1912年的泰坦尼克号沉没事故。